# Sammeln von Brauereiwerbemitteln
Im Gegensatz zu anderen Sammelgebieten (z. B. Philatelie für das Sammeln von Briefmarken) oder zu anderen Sprachen (z. B. Birofilistyka in der polnischen Sprache, Breweriana im Englischen) hat sich für das Sammeln von Brauereiwerbemitteln in der deutschen Sprache kein spezieller Begriff durchsetzen können.

## Arten der Brauereiwerbemittel

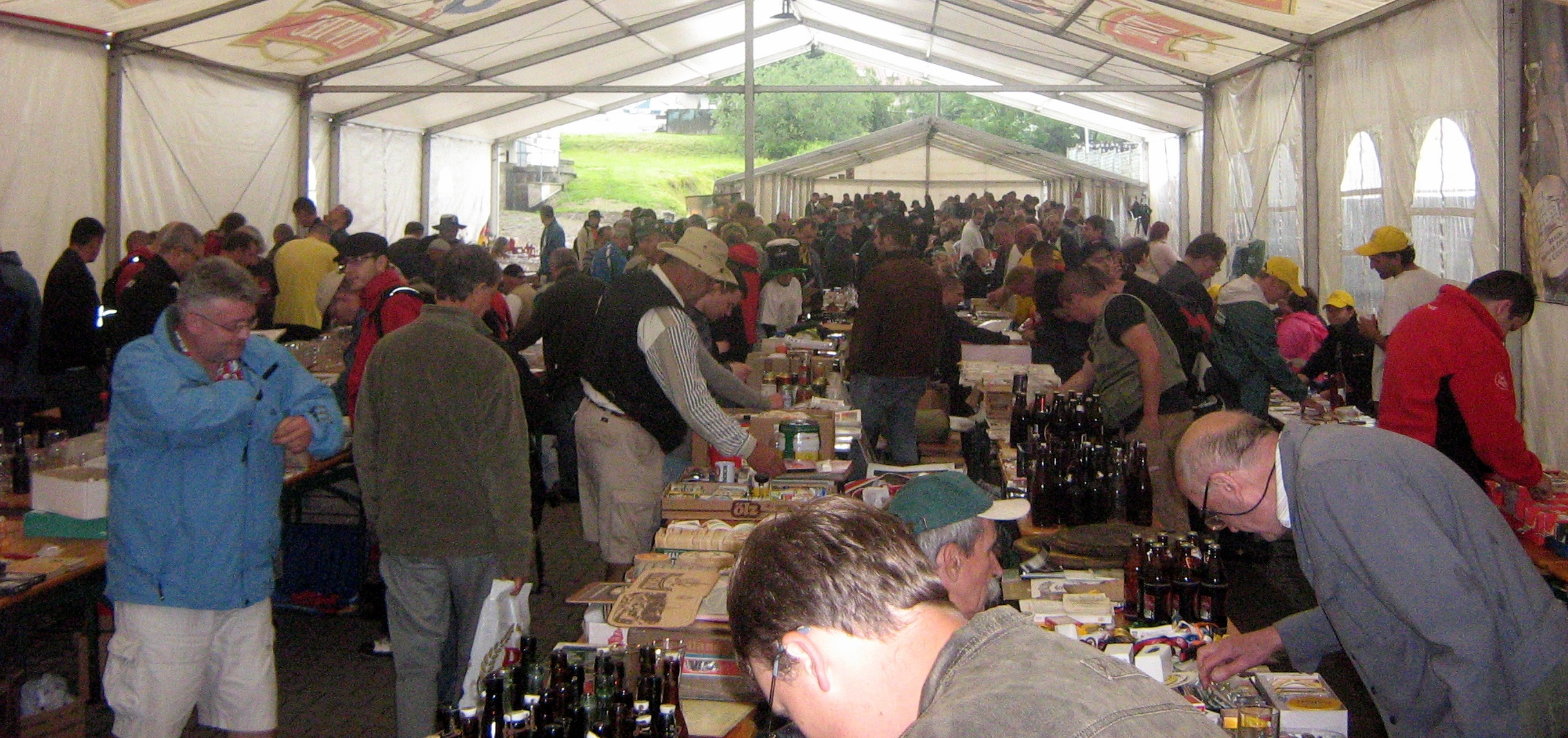
Eine Tauschbörse in Polen

Brauereiwerbemittel umfassen sowohl klassische Werbeartikel als auch Gegenstände, die typischerweise mit dem Transport oder dem Konsum von Bier in Zusammenhang stehen und mit dem Namen, dem Logo oder einem Werbeslogan einer Brauerei oder einer Biermarke bedruckt sind. Gesammelt werden u. a.:
| - Bierdeckel - Biergläser - Bierkrüge - Bieretiketten - Pins - Pilsdeckchen | - Kronkorken - Porzellanköpfe von Bügelverschluss-Flaschen, aber auch die Flaschen selbst - Bierdosen - Reklamemarken mit Bierwerbung - Flaschenöffner - Aschenbecher mit Bierwerbung |

## Geschichte
Bis zur ersten Hälfte des 19. Jahrhunderts war das Brauwesen strengen Regeln unterworfen. Es wurde meist nah am Ausschank auch gebraut (Gasthausbrauerei). Überregionaler Handel mit Bier war die Ausnahme, Marketing deshalb kaum notwendig. Mit der Gewerbefreiheit und Industrialisierung im 19. Jahrhundert entstanden Groß-Brauereien, die in Konkurrenz zu anderen Brauereien standen. Durch neueste Technik konnte Bier über größere Entfernungen transportiert werden. Über Niederlassungen und Bierverlage konnten die Brauereien größere Regionen versorgen. Dadurch wurden Werbemaßnahmen notwendig. Erfindungen neuer Artikel, wie z. B. Bierdeckel 1880 und Kronenkorken 1892, boten weitere Gelegenheit zur preiswerten Werbung.

## Entstehung von Vereinen
Nach dem Zweiten Weltkrieg entstanden regional und überregional Sammlergruppen und -vereine.
Deutschland
- Internationaler Brauereikultur-Verband (1958)
- Fördergemeinschaft von Brauereiwerbemittelsammlern (1966)
- Ostthüringer Brauerei Souvenir Sammler Club Gera
- 1. Brauereisouvenirclub Mauritius Zwickau
- Freundeskreis Brauereigeschichte Dresden/Ostsachsen e.V (Dresden)

Österreich
- 1. Österreichischer Brauereisouvenir-Sammler-Club

Schweiz
- GAMBRINUS Verein der Schweizer Sammler von Brauereiartikeln (1972)

## Welttauschbörsen
Auf einer Tauschbörse im luxemburgischen Mutfort trafen sich im Juni 2012 Vertreter von 16 Sammlerclubs zur Gründungsversammlung des Weltkongresses der Brauereiwerbemittel (BCWC Brewery Collectibles World Convention). Inzwischen beteiligen sich über 40 Sammlerclubs aus allen fünf Kontinenten am BCWC.
Die Welttauschbörsen des BCWC:
1. 2013 in Martin (Slowakei)
2. 2015 in Milwaukee (USA)
3. 2017 in Tychy (Polen)
4. 2019 in La Plata (Argentinien)
5. 2022 in Istanbul (Türkei)
6. 2023 in Lima (Peru)[1]
7. 2025 in Hagenau (Frankreich)
8. 2027 in Montevideo (Uruguay)

## Unterlagen
Zu den wichtigsten Unterlagen des Sammlers zählen Verzeichnisse von Brauereien der einzelnen Länder. Es gibt historische Brauereiverzeichnisse, Brauereiverzeichnisse aktiver Brauereien und Verzeichnisse von Gasthausbrauereien. Verzeichnisse gibt es in Papierform als Buch, aber auch im Internet. Kataloge von Brauereiwerbemitteln gibt es nur sehr spezialisiert, z. B. ein Bierdeckel-Verzeichnis von Zoigl-Brauereien.
Die beiden großen deutschen Sammlervereine geben Sammlerhilfen heraus, die von Mitgliedern im Abonnement bezogen werden können.

## Sonstiges
Peter Frankenfeld sammelte Bierdeckel.